# Merodon crassifemoris
Merodon crassifemoris är en tvåvingeart som beskrevs av Paramonov 1925. Merodon crassifemoris ingår i släktet narcissblomflugor, och familjen blomflugor. Inga underarter finns listade i Catalogue of Life.